# John Wikmanson
John Wikmanson (Estocolm, Suècia, 28 de desembre de 1753 - 10 de gener de 1800) fou un músic i compositor suec.
Fou una de les figures més prestigioses figures de l'art musical del seu país, notable organista, compositor i teòric. Duran molts anys ocupà la direcció de la reial Acadèmia de Música d'Estocolm, de la que desenvolupà les classes d'harmonia i contrapunt des de 1797 fins a la seva mort.
entre les seves obres mereixen assenyalar-se especialment:
- Sonata, per a piano,
- un quartet de corda,
- dues peces de concert per a violoncel,
- Música d'escena per a la comèdia Eremiten, en col·laboració amb Pehr Frigel.